# Série de matchs avec au moins un coup sûr

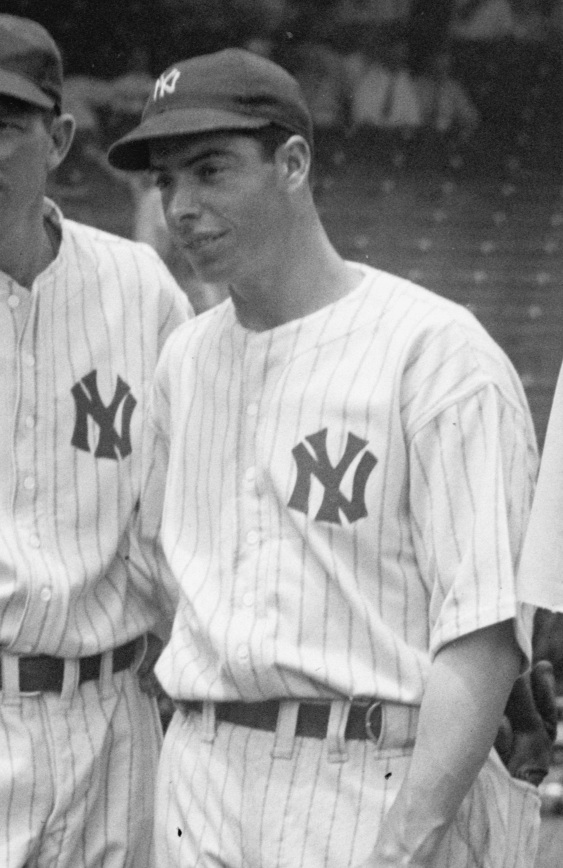
Joe DiMaggio a frappé en lieu sûr dans 56 matchs consécutifs, un record absolu de la MLB.

Une série de matchs avec au moins un coup sûr est une statistique au baseball. Elle représente le nombre de parties de suite dans lesquelles un frappeur réussit au minimum un coup sûr.
Le record de la Ligue majeure de baseball, principale ligue professionnelle de baseball dans le monde, est de 56 matchs consécutifs avec au moins un coup sûr. Réussie du 15 mai au 16 juillet 1941, cette marque établie par Joe DiMaggio est considérée comme l'une des plus durables et les plus difficiles à battre dans l'histoire de ce sport,,. Au cours des sept décennies qui ont suivi, aucun autre joueur n'a véritablement menacé ce record.

## Records de la Ligue majeure de baseball
Les joueurs suivants ont connu des séquences d'au moins 30 matchs consécutifs avec un coup sûr ou plus dans la Ligue majeure de baseball. Certains joueurs ont accompli l'exploit sur la fin d'une saison régulière et le commencement de la suivante. Dans la liste qui suit, le nombre de matchs consécutifs en une seule saison est indiqué entre parenthèses pour ces quelques cas.
| Joueur             | Équipe                     | Matchs  | Année(s)  |
| ------------------ | -------------------------- | ------- | --------- |
| Joe DiMaggio       | Yankees de New York        | 56      | 1941      |
| Willie Keeler      | Orioles de Baltimore       | 45 (44) | 1896–1897 |
| Pete Rose          | Reds de Cincinnati         | 44      | 1978      |
| Bill Dahlen        | Colts de Chicago           | 42      | 1894      |
| George Sisler      | Browns de Saint-Louis      | 41      | 1922      |
| Ty Cobb            | Tigers de Détroit          | 40      | 1911      |
| Paul Molitor       | Brewers de Milwaukee       | 39      | 1987      |
| Jimmy Rollins      | Phillies de Philadelphie   | 38 (36) | 2005–2006 |
| Tommy Holmes       | Braves de Boston           | 37      | 1945      |
| Gene DeMontreville | Senators de Washington     | 36      | 1896–1897 |
| Luis Castillo      | Marlins de la Floride      | 35      | 2002      |
| Fred Clarke        | Colonels de Louisville     | 35      | 1895      |
| Ty Cobb            | Tigers de Détroit          | 35      | 1917      |
| George Sisler      | Browns de Saint-Louis      | 35 (34) | 1924–1925 |
| Chase Utley        | Phillies de Philadelphie   | 35      | 2006      |
| Dom DiMaggio       | Red Sox de Boston          | 34      | 1949      |
| George McQuinn     | Browns de Saint-Louis      | 34      | 1938      |
| Benito Santiago    | Padres de San Diego        | 34      | 1987      |
| Hal Chase          | Highlanders de New York    | 33      | 1907      |
| George Davis (en)  | Giants de New York         | 33      | 1893      |
| Rogers Hornsby     | Cardinals de Saint-Louis   | 33      | 1922      |
| Heinie Manush      | Senators de Washington     | 33      | 1933      |
| Dan Uggla          | Braves d'Atlanta           | 33      | 2011      |
| Harry Heilmann     | Tigers de Détroit          | 32      | 1922–1923 |
| Hal Morris         | Reds de Cincinnati         | 32      | 1996–1997 |
| Rico Carty         | Braves d'Atlanta           | 31      | 1970      |
| Willie Davis       | Dodgers de Los Angeles     | 31      | 1969      |
| Ed Delahanty       | Phillies de Philadelphie   | 31      | 1899      |
| Vladimir Guerrero  | Expos de Montréal          | 31      | 1999      |
| Napoleon Lajoie    | Cleveland Naps             | 31      | 1906      |
| Ken Landreaux      | Twins du Minnesota         | 31      | 1980      |
| Ron LeFlore        | Tigers de Détroit          | 31 (30) | 1975–1976 |
| Vada Pinson        | Reds de Cincinnati         | 31      | 1965–1966 |
| Sam Rice           | Senators de Washington     | 31      | 1924      |
| Jimmy Wolf         | Colonels de Louisville     | 31      | 1885–1886 |
| Sandy Alomar, Jr.  | Indians de Cleveland       | 30      | 1997      |
| Moisés Alou        | Mets de New York           | 30      | 2007      |
| George Brett       | Royals de Kansas City      | 30      | 1980      |
| Eric Davis         | Orioles de Baltimore       | 30      | 1998      |
| Andre Ethier       | Dodgers de Los Angeles     | 30      | 2011      |
| Nomar Garciaparra  | Red Sox de Boston          | 30      | 1997      |
| Luis González      | Diamondbacks de l'Arizona  | 30      | 1999      |
| Goose Goslin       | Tigers de Détroit          | 30      | 1934      |
| Charlie Grimm      | Cubs de Chicago            | 30      | 1922–1923 |
| Cal McVey          | White Stockings de Chicago | 30      | 1876      |
| Dusty Miller       | Reds de Cincinnati         | 30      | 1895–1896 |
| Stan Musial        | Cardinals de Saint-Louis   | 30      | 1950      |
| Albert Pujols      | Cardinals de Saint-Louis   | 30      | 2003      |
| Sam Rice           | Senators de Washington     | 30      | 1929–1930 |
| Lance Richbourg    | Braves de Boston           | 30      | 1927–1928 |
| Elmer Smith        | Reds de Cincinnati         | 30      | 1898      |
| Tris Speaker       | Red Sox de Boston          | 30      | 1912      |
| Willy Taveras      | Astros de Houston          | 30      | 2006      |
| Jerome Walton      | Cubs de Chicago            | 30      | 1989      |
| Ryan Zimmerman     | Nationals de Washington    | 30      | 2009      |

### En séries éliminatoires
Trois joueurs (Hank Bauer, Derek Jeter et Manny Ramírez) partagent le record des majeures et de la Ligue américaine avec 17 matchs de suite avec au moins un coup sûr en séries éliminatoires. Le record de la Ligue nationale appartient à Marquis Grissom.
| Joueur           | Équipe                  | Matchs | Année(s)   |
| ---------------- | ----------------------- | ------ | ---------- |
| Hank Bauer       | Yankees de New York     | 17     | 1956-1958  |
| Derek Jeter      | Yankees de New York     | 17     | 1998-1999  |
| Manny Ramírez    | Red Sox de Boston       | 17     | 2003-2004  |
| Pat Borders      | Blue Jays de Toronto    | 16     | 1991-1993  |
| Rickey Henderson | Athletics d'Oakland     | 15     | 1989-1990  |
| Marquis Grissom  | Braves d'Atlanta        | 15     | 1995-1996  |
| Pablo Sandoval   | Giants de San Francisco | 14     | 2012, 2014 |

## Ligues mineures
Dans les ligues mineures de baseball, le record de la plus longue série de matchs consécutifs avec au moins un coup sûr atteint 69 et est réussie par Joe Wilhoit (en) en 1919 pour les Jobbers de Wichita, un club de la Western League. Après la saison de baseball 2017, le top 5 des plus longues séries de matchs avec au moins un coup sûr en ligues mineures se décline comme suit :
| Joueur          | Matchs | Équipe et ligue mineure                                | Année | Réf.   |
| --------------- | ------ | ------------------------------------------------------ | ----- | ------ |
| Joe Wilhoit     | 69     | Jobbers de Wichita (Western League)                    | 1919  | [ 11 ] |
| Joe DiMaggio    | 61     | Seals de San Francisco (Ligue de la côte du Pacifique) | 1933  | [ 12 ] |
| Román Mejías    | 55     | Pirates de Waco (Big State League)                     | 1954  | [ 13 ] |
| Francisco Mejía | 50     | Hillcats de Lynchburg (Carolina League)                | 2016  | [ 9 ]  |
| Otto Pahlman    | 50     | Veterans de Danville (Illinois–Indiana–Iowa League)    | 1922  | [ 10 ] |